# Große Grotte (Gerhausen)

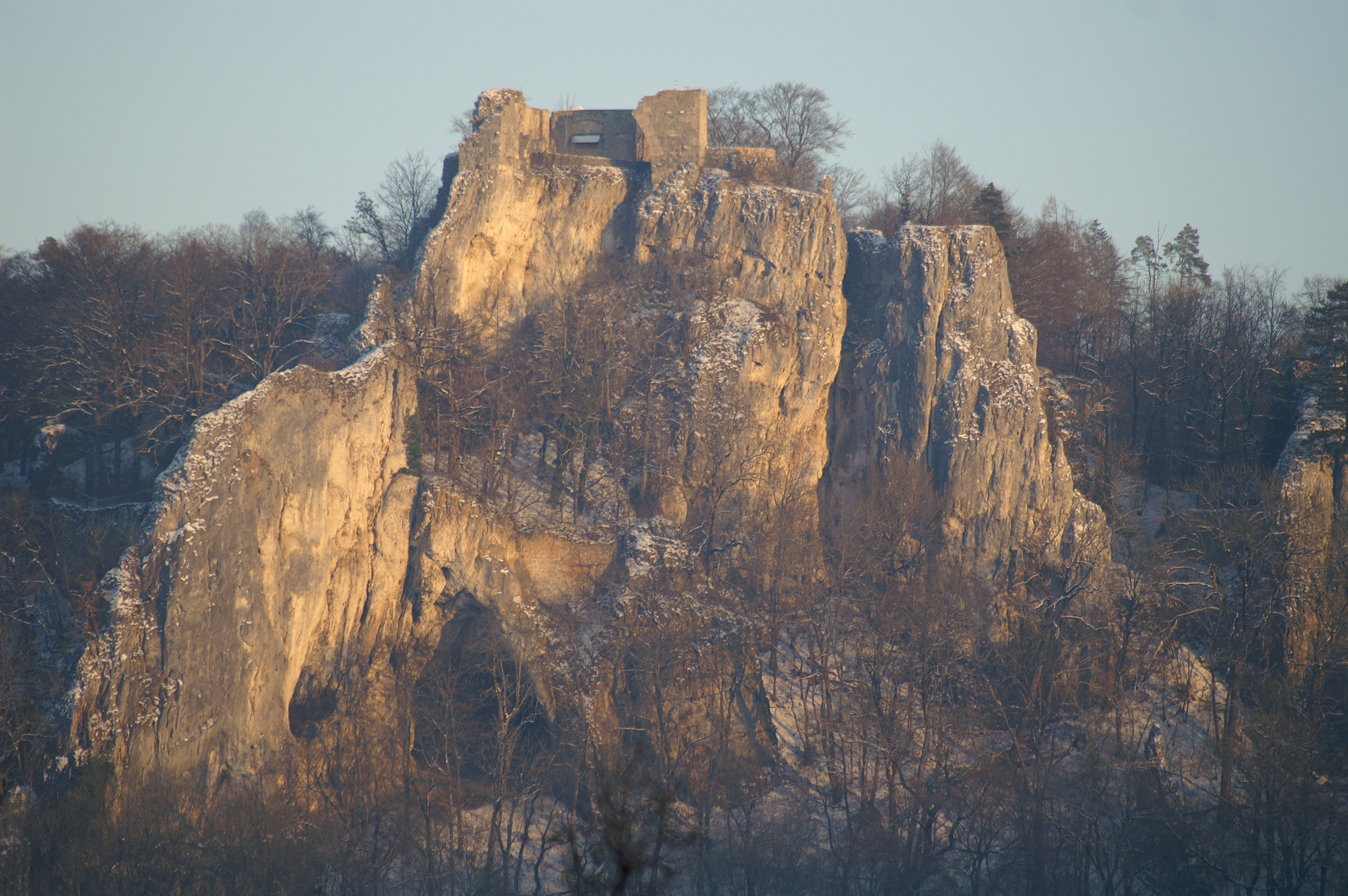
Große Grotte unterhalb vom Rusenschloß in Blaubeuren

Die Große Grotte, auch Große Rusenschloßhöhle genannt, befindet sich im Fels unter der Ruine Hohengerhausen nahe dem Stadtteil Gerhausen der Stadt Blaubeuren im Alb-Donau-Kreis in Baden-Württemberg. 

## Beschreibung
Der Höhleneingang misst 17 auf 15 Meter und erreicht eine Tiefe von 28 Metern. Gustav Riek hat diesen Platz zwischen 1958 und 1964 archäologisch untersucht. Der archäologische Grabungsplatz lieferte allerdings – im Gegensatz zu vielen anderen Höhlen im Blautal – ausschließlich mittelpaläolithische Funde. Damit legt der Ort nur Zeugnis von der Zeit der Neandertaler ab. Jungpaläolithische Schichten wurden nicht ausgegraben. Sie gingen vielleicht bereits im Mittelalter beim Bau der Burganlage verloren. Insgesamt unterschied Riek elf mittelpaläolithische Schichten, die insgesamt eine Mächtigkeit von etwa 2,5 Metern besessen haben. Die Schicht XI gab Levallois-Spitzen frei, Schicht IX wiederum zwei Faustkeile.
Unter dem Namen Felsgruppe Rusenschloss mit Höhlen am W-Hang des Blautals ca. 750 m N von Gerhausen ist die Höhle auch als Geotop geschützt.

## Fauna in der Steinzeit
An Tierresten wurden in der Großen Grotte Knochenmaterial von Höhlenbären und Steinböcken gefunden. Auch Rentiere, Wildpferde, Rothirsche und Wildschafe gehören zu den Funden. Einzelfunde sind das Mammut, das Wollnashorn, das Wisent und die Höhlenhyäne. Bei den Kleintieren sind Eisfuchs, Rotfuchs, Hase, Wildkatze sowie weitere Kleinsäuger belegt. Die Biologen schließen daraus, dass am Ende des Moustériens im Ach- und Blautal kein hocharktisches Klima vorgeherrscht hat.